# Schloss Axtheid

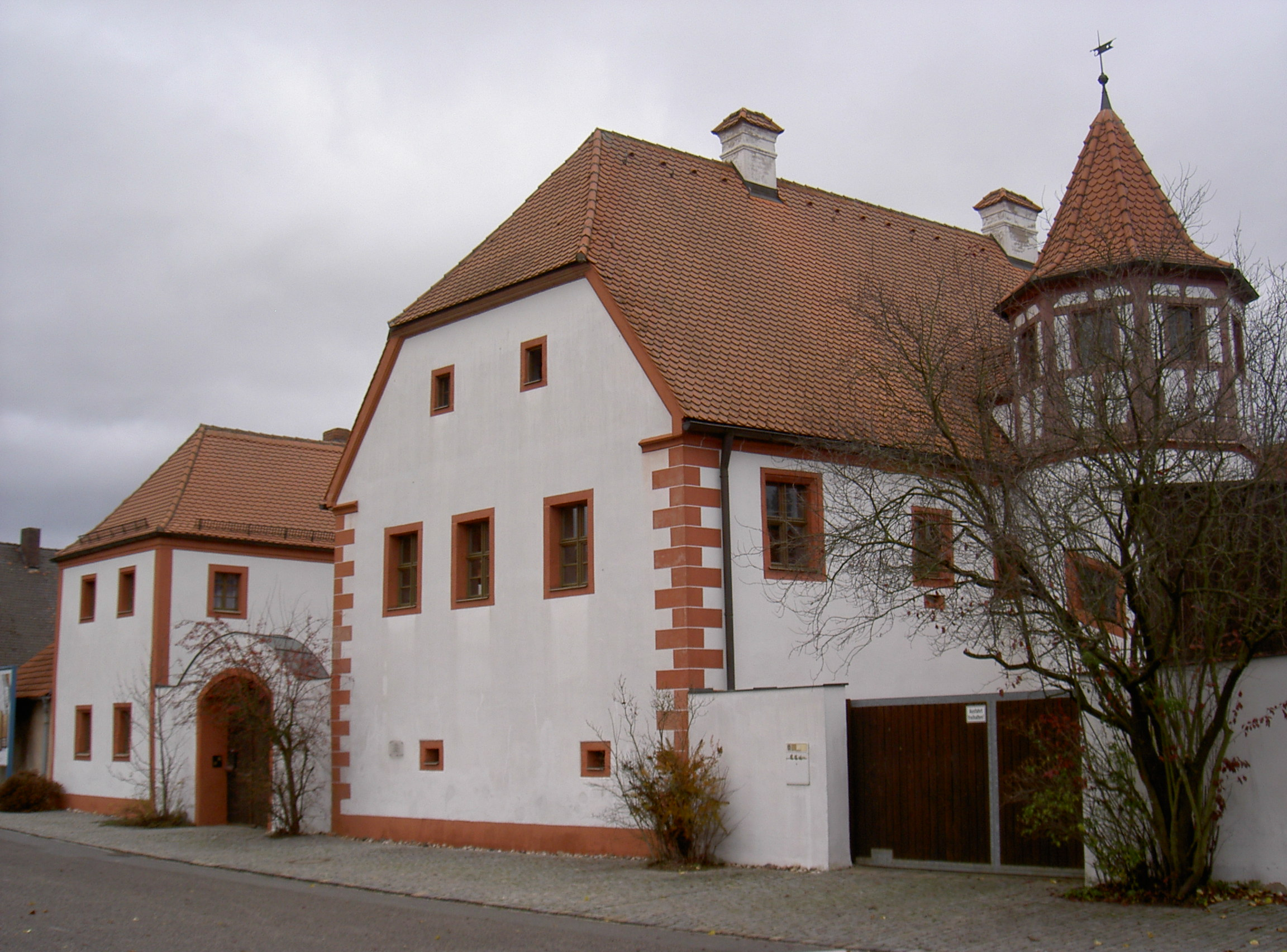
Schloss Axtheid

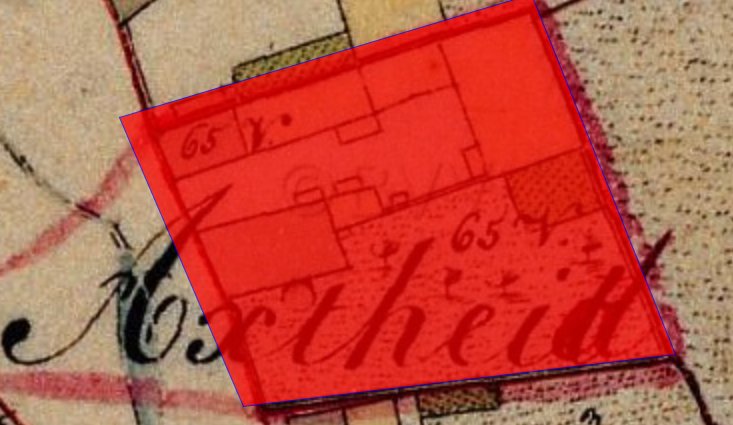
Lageplan von Schloss Axtheid auf dem Urkataster von Bayern

Das Schloss Axtheid ist ein Schloss im Gemeindeteil Axtheid der Oberpfälzer Stadt Vilseck im Landkreis Amberg-Sulzbach von Bayern (Axtheid 3, 5). Es ist unter der Aktennummer D-3-71-156-22 als Baudenkmal verzeichnet. „Archäologische Befunde des Mittelalters und der frühen Neuzeit im Bereich des sog. Schlössls in Axtheid“  werden zudem als Bodendenkmal unter der Aktennummer D-3-6336-0077 geführt.

## Geschichte
Das Schloss war Sitz des Burghüters von Burg Dagestein, auch Amtssitz des Bischofs von Bamberg und Sitz des Pflegamtes Vilseck.
Das Burggut wird erstmals im Vilsecker Zinsbuch erwähnt, das zwischen 1493 und 1506 entstanden ist. Der erste Burghüter war allerdings Stephan Steinlinger zu Axtheid, der bereits 1435 genannt wird. Hier werden auch Jobst Merz von Zogenreuth und Ammerthal († 1656) und Hellziechen und sein Sohn Hans Hieronymus erwähnt, welche das Schloss neu errichtet haben. 1774 ging das Schlösschen in den Besitz des bürgerlichen Johann Georg Grösl (1706–1771) über; bis 1949 blieb es im Eigentum der Familie Grösl und von daher hat sich der Hausname „beim Grösl“ herausgebildet. Anna Maria Grösl heiratete 1949 Johann Engelhardt und das Schloss ist weiter in Familienbesitz.
Am 17. Juni 1818 war in Bayern die Bildung von Gemeinden angeordnet worden; in dieser Liste erscheinen Ebersbach und Axtheid gemeinsam. Die Gemeinde Ebersbach (mit Axtheid) vereinigte sich vorerst ohne die Zustimmung der Regierung mit Gressenwöhr und am 1. April 1971 wurde Gressenwöhr nach Vilseck eingemeindet.

## Baulichkeit
Das Schloss ist Ende des 16. Jahrhunderts errichtet worden. Vermutlich hat es im Dreißigjährigen Krieg gelitten, sodass ein teilweiser Neubau erforderlich war; davon zeugt die Jahreszahl 1656, die in die Sandsteinspindel des Treppenturms eingemeißelt ist.
Es ist ein zweigeschossiger, verputzter Massivbau (bezeichnet mit „1799“) mit einem Halbwalmdach und farblich herausgehobenen Ecklisenen. Es besitzt einen Treppenturm mit einem Fachwerkobergeschoss und einem Zeltdach. Der Bau wurde mehrmals umgestaltet, so in der ersten Hälfte des 17. Jahrhunderts, dann nochmals um 1686 und nach 1700. Zu dem Anwesen gehört ein weiteres Gebäude, das farblich mit dem Schloss abgestimmt ist, und ein Wirtschaftshof.